# Zygina nigritarsis
Zygina nigritarsis är en insektsart som beskrevs av Adolf Remane 1994. Zygina nigritarsis ingår i släktet Zygina och familjen dvärgstritar.
Artens utbredningsområde är Tyskland. Inga underarter finns listade i Catalogue of Life.